# Les autres c'est nous
Albums de Bigflo et Oli
La Vie de rêve
(2018)
Singles
1. Sacré Bordel
Sortie : 5 avril 2022
2. J'étais pas là
Sortie : 20 mai 2022
3. Bons élèves (feat. MC Solaar)
Sortie : 19 juin 2022
4. Coup de vieux (feat. Julien Doré)
Sortie : 8 juillet 2022
5. Le son préféré de mes potes
Sortie : 24 juillet 2022
6. Fan (feat.Vald)
Sortie : 21 novembre 2022
7. Dernière
Sortie : 16 juin 2023

Les autres c'est nous est le quatrième album studio du groupe de rap français Bigflo et Oli, sorti le 24 juin 2022 sous le label Polydor.

## Genèse
Le 25 octobre 2020, près de deux ans après leur précédent album La Vie de Rêve, Bigflo & Oli annoncent sur Twitter faire une « pause médiatique/réseaux sociaux » pour « préparer le prochain album et prendre du temps pour nous ⁣ ». Le single Au Revoir, sorti le même jour pour marquer le coup, en détaille les différentes causes. 
Le 5 avril 2022, les deux frères sortent de leur silence médiatique et dévoilent le single clippé Sacré Bordel. Parallèlement à ce retour, la date de sortie de leur album est divulguée ; la tenue d'un concert à l'AccorHotels Arena étant prévu pour le même jour. 
Bigflo & Oli donnent de nombreuses interviews (France Inter, BFMTV, C à Vous...) entre avril et juin dans lesquels ils indiquent que leur pause « n'a fait que du bien [...] artistiquement [...] et humainement ». Celle-ci « nous a fait réaliser plein de choses » et « nous avons beaucoup grandi », au point qu'il ne se disent désormais « plus être les mêmes » ; « ça m'a réparé », affirme même Bigflo. Se justifiant, les frères disent à présent « se concentrer sur ceux qui aiment » plutôt que « d'essayer de convaincre à tout prix ceux qui n'aiment pas ». Oli assure dorénavant assumer leur « vulnérabilité » et leur « fragilité ». Se considérant enfin vraiment comme « Bigflo & Oli », Bigflo estime que cela constitue une majeure différence avec les albums précédents. En résulte « une authenticité, une intimité » inédite,,. 
Deux autres singles promotionnels, J'étais pas là et Bons élèves avec MC Solaar sortent respectivement le 20 mai 2022 et le 19 juin 2022. 
Le 2 mai 2022, ils annoncent sur YouTube en collaboration avec David Castello-Lopes, que la pochette et le nom de l'album seront choisis parmi quatre pochettes et trois titres par leur public via une élection sur le site éphémère leprochainalbum.com ; la combinaison majoritaire incarnant la version définitive. 
Sur leurs réseaux sociaux, les deux frangins ont raconté l’histoire que cherche à narrer cette pochette :  « On voulu apporter une touche artistique avec une vraie peinture.  Expliquer que derrière l’œuvre que proposent les artistes il y a les Hommes.  Souligner aussi que l’artiste ne peut proposer qu’une vision de lui-même déformée par la manière dont les autres l’interprètent.  Merci à la peintre Lolie Darko pour son beau taff on est hyper heureux du résultat ! ».  Une fois terminé, l’ensemble a été photographié par Fifou[réf. souhaitée].
L'album sort le 24 juin 2022 en deux versions ; une version standard et une version « spécial Toulouse », uniquement disponible dans cette même ville et comportant un titre bonus Ici c'est Toulouse.
Le 7 novembre 2022, ils annoncent la sortie vinyle de l'album, avec une nouvelle collaboration de David Castello-Lopes.

## Clips Vidéo
- Sacré Bordel : 5 avril 2022
- J'étais pas là : 20 mai 2022
- Le son préféré de mes potes : 24 juillet 2022
- Coup de vieux (feat. Julien Doré) : 18 septembre 2022
- Fan (feat. Vald) : 21 novembre 2022
- Dernière : 18 juin 2023. Apparaissent dans ce clip les sportifs Tony Parker, Olivier Giroud, Antoine Dupont, Esteban Ocon, Stanislas Wawrinka et Audrey Tcheuméo[11].

## Liste des titres
| 1.  | La vie d'après                                | 6:49 |
| 2.  | J'étais pas là                                | 3:53 |
| 3.  | Bons élèves (feat. MC Solaar)                 | 4:59 |
| 4.  | Booba                                         | 3:53 |
| 5.  | Tant pis ou tant mieux (feat. Olympe Chabert) | 3:33 |
| 6.  | Trust Myself (feat. Russ)                     | 3:26 |
| 7.  | Super héros                                   | 4:31 |
| 8.  | Fan (feat. Vald)                              | 3:26 |
| 9.  | Coup de vieux (feat. Julien Doré)             | 3:53 |
| 10. | Lili                                          | 2:40 |
| 11. | Une belle chanson (feat. Tayc)                | 3:42 |

| 1.  | Ça va beaucoup trop vite      | 4:04 |
| 2.  | José et Amar                  | 4:33 |
| 3.  | Le son préféré de mes potes   | 5:03 |
| 4.  | Sacré bordel                  | 4:28 |
| 5.  | Trèfle (feat. Francis Cabrel) | 4:28 |
| 6.  | La familia (feat. Leto)       | 3:47 |
| 7.  | Copier / Coller               | 3:02 |
| 8.  | Les gens tristes              | 3:13 |
| 9.  | Dernière                      | 3:24 |
| 10. | Sans transition               | 4:12 |

| 1. | Ici c'est Toulouse | 3:03 |

## Classements hebdomadaires
| Classements (2022)           | Meilleure position |
| ---------------------------- | ------------------ |
| France (SNEP)                | 1                  |
| France (SNEP Physique)       | 2                  |
| Suisse (Schweizer Hitparade) | 2                  |
| Belgique (Wallonie Ultratop) | 1                  |
| Belgique (Flandre Ultratop)  | 97                 |

## Ventes et certifications
Le 14 juillet 2022, l'album est certifié disque de platine par le SNEP.
| Région        | Certification | Ventes/Streams |
| ------------- | ------------- | -------------- |
| France (SNEP) | 2 × Platine   | 200 000        |

### Titre(s) certifié(s) en France
- Coup de vieux (avec Julien Doré)  Platine[18] (10 novembre 2022)
- J'étais pas là  Or[19] (30 mars 2023)